# Knipphirs
Knipphirs (Brachiaria fasciculata) är en gräsart som först beskrevs av Olof Swartz, och fick sitt nu gällande namn av Parodi. Enligt Catalogue of Life ingår Knipphirs i släktet Brachiaria och familjen gräs, men enligt Dyntaxa är tillhörigheten istället släktet Brachiaria och familjen gräs. Arten förekommer tillfälligt i Sverige, men reproducerar sig inte. Inga underarter finns listade i Catalogue of Life.